# Иванцов, Илья Владимирович
Илья Владимирович Иванцов (27 января 2003, Пенза) — российский хоккеист, нападающий. Мастер спорта России (2021).

## Биография
Сын хоккеиста Владимира Иванцова. Начинал играть в Казахстане, затем — в «Дизеле» Пенза, тренер Валерий Пустобаев. С 2015 года — в ХК «Русь» Москва. С 2019 года — в системе СКА. В связи с тем, что часть игроков основного состава СКА была отправлена на карантин из-за подозрения на COVID-19, 23 сентября 2020 года провёл единственный матч в сезоне КХЛ — дома против «Сибири» (1:4). Перед сезоном 2022/23 на правах аренды перешёл в «Северсталь».
Серебряный призёр юниорского чемпионата мира 2021.
Женат. Свадьба состоялась 7 июля 2023 года в Москве.